# Rumex andinus
Rumex andinus là một loài thực vật thuộc họ Polygonaceae. Đây là loài đặc hữu của Ecuador.